# قرة بلطاق (سردسير)
قرة بلطاق (بالفارسية: قره بلطاق) هي قرية تقع في إيران في قسم سردسیر الريفي. يقدر عدد سكانها بـ 553 نسمة بحسب إحصاء 2016.